# Баласт судна

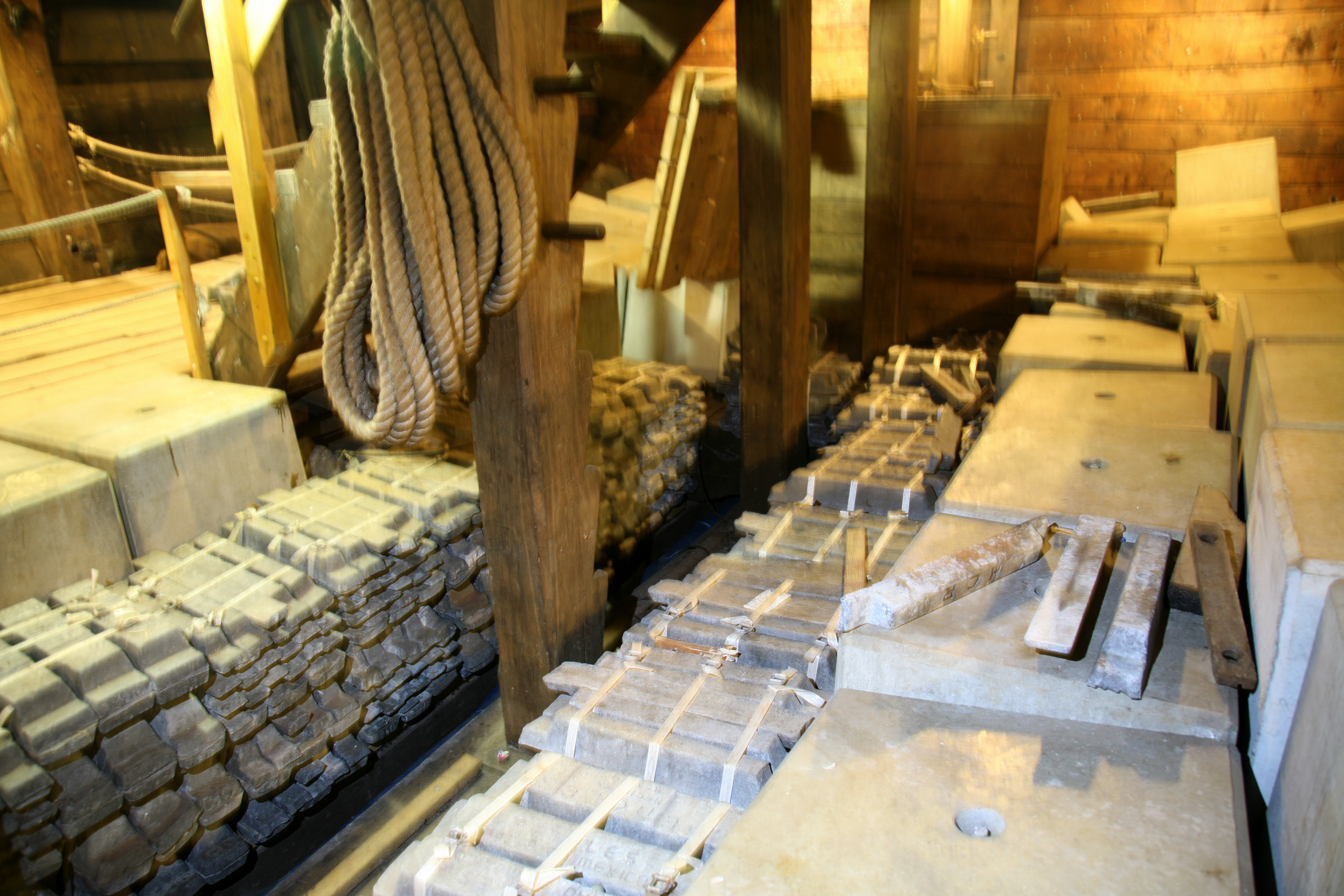
Твердий баласт на сучасній реконструкції корабля Batavia

Бала́ст (від нід. ballast) — вантаж, що приймається на судно (корабель) для забезпечення необхідних морехідних якостей (насамперед, посадки і остійності), зокрема коли корисного вантажу і запасів для цього недостатньо. Розрізняють змінний і постійний баласт: для першого зазвичай використовують воду (рідкий баласт), для другого — чавунні чушки, суміш цементу з чавунним дробом, рідше ланцюги, камінь тощо (твердий баласт), зрідка воду. Вантажні самохідні судна беруть рідкий баласт при плаванні без вантажу («хід у баласті») для збільшення осадки (що потрібно для належної роботи гребних гвинтів) і забезпечення стійкості на курсі, а при плаванні з вантажем — для поліпшення остійності судна. На криголамах баласт використовують для підвищення кригопрохідності. Вітрильні і недостатньо остійні судна мають постійний твердий баласт.

## Твердий баласт
Типовим твердим баластом є чавун у виливках (чушках) — баластинах. При заповненні ними трюму там залишається багато порожніх просторів неправильної форми, зумовлених кривизною обводів («лекал») корпусу. Для їх заповнення відливають спеціальні баластини необхідної форми, що називаються лекальним баластом. Крім чавуну, використовується цементна (бетонна) суміш з дробом, яку в рідкому вигляді заливають у міждонний простір через бетонопроводи. Твердим баластом може служити й каміння, а також інші важкі предмети. Зараз твердий баласт використовується переважно на малих суднах, де неможливо розмістити баластну систему. Баластини шлюпкового баласту обплітають каболкою.

## Рідкий баласт

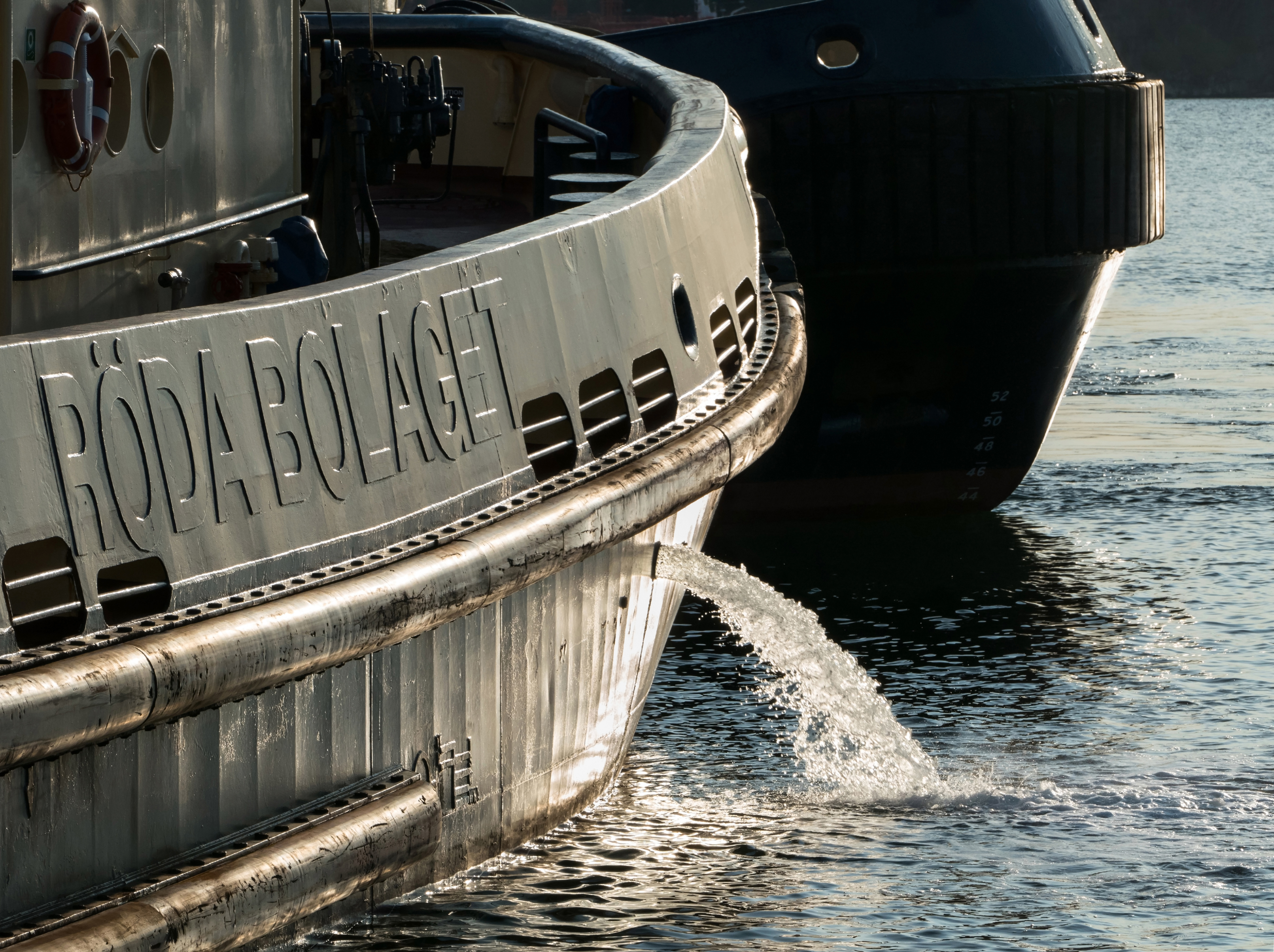
Злив рідкого баласту перед відплиттям

Для баластування рідким баластом застосовується баластна система — одна з трюмних систем. Через неї здійснюється прийом (і відкачування) рідкого баласту в баластні цистерни (баластні танки), іноді в паливні цистерни, а на танкерах — у вантажні танки. З метою підвищення остійності судна (усунення крену або диференту) баластна система уможливлює також перекачувати баласт з однієї цистерни в іншу. Вода в цистерни надходить від кінгстона самопливом або подається насосом, видалення проводиться насосом (зазвичай через сепаратор для очищення води від нафтопродуктів). Баластними цистернами служать відсіки подвійного дна, диптанки, ахтерпік і форпік та ін. У той час як міждонні відсіки та інші цистерни використовуються головним чином для зміни осадки судна, піки служать головним чином для зміни диференту. Загальна кількість водяного баласту коливається від 15 до 20 % від повної вантажності дедвейту, причому з більшим відсотком для невеликих суден.
Згідно з Міжнародною конвенцією щодо запобігання забрудненню із суден (МАРПОЛ 73/78) існують певні правила скидання рідкого баласту за борт і поділ баласту на такі види:
- Ізольований баласт — забортна вода, прийнята в ізольовані баластні танки, що мають автономну систему викачування і окремі, тільки для цієї мети насоси. Ізольований баласт скидається за борт без обмеження.
- Чистий баласт — забортна вода, прийнята в ізольовані баластні танки або ретельно вимиті вантажні танки, викачувана за борт через загальну баластну систему загальними баластними насосами, поза особливими районами, на ходу, за дванадцятимильною зоною, при скиданні на спокійній воді вона не викликає появу слідів нафти на поверхні води.
- Нафтозабруднений баласт — забортна вода, прийнята у вантажні танки, і викачувана за борт через загальну баластну систему загальними баластними насосами, поза особливими районами, за п'ятдесятимильною зоною через відстійний танк, під контролем САЗРІУС.
- Нафтовмісний баласт — баласт, який сильно забруднений нафтовмісними залишками настільки, що система САЗРІУС не може забезпечити його відкачування за борт згідно з нормами.

## Баластування
Баластування — взяття на судно рідкого або твердого баласту для додання йому необхідних остійності і посадки. Баластування рідким баластом здійснюється за допомогою баластних систем. Зазвичай судну прагнуть надати посадку на рівний кіль або з невеликим диферентом на корму.
Баластування судна можуть проводити з метою як підвищення, так і зниження остійності судна. Знизити центр ваги потрібно в таких випадках: 1) у суден з розвиненими надбудовами; 2) під час перевезення високорозташованих вантажів; 3) підвищення центру ваги внаслідок витрачання судном запасів з низькорозташованих цистерн і відсіків. Для цієї мети баласт беруть у відсіки подвійного дна і диптанки. Підвищують центр ваги в таких випадках: 1) при плаванні судна без вантажу або частковому завантаженні; 2) при низькому розташуванні вантажу. Для цієї мети баласт беруть у високорозташовані баластні цистерни на верхній палубі або безпосередньо під нею поза межами вантажних люків.
При баластуванні судна з метою регулювання його посадки (підтримки середньої осадки, диференту і занурення країв в необхідних межах) першорядне значення має розміщення центру ваги баласту не по висоті, а по довжині судна.
Для запобігання втраті остійності при крені твердий баласт надійно закріплюють, цистерни з рідким баластом опресовують.

## Баласт підводного плавучого засобу
На підводних човнах, батискафах та інших підводних плавучих засобах баласт — додатковий вантаж, призначений для поліпшення остійності, для зміщення центру ваги в потрібному напрямку і для збалансування сили плавучості і сили тяжіння.